# 응우옌푹미엔텃
응우옌푹미엔텃(베트남어: Nguyễn Phúc Miên Thất / 阮福綿室 완복면실, 1834년 7월 30일 ~ 1837년 6월 24일)은 응우옌 왕조의 황족이다. 민망 황제의 67번째 아들로, 생모는 혜빈(惠嬪) 쩐티후언(陳氏勳)이다.

## 생애
민망 15년(1834년) 7월 30일, 후에 황성에서 태어났다.
민망 18년(1837년) 6월 24일, 요절하였다.